# Liturgie de la Préparation
Note :Les psaumes cités sont numérotés selon la Septante. Pour la correspondance entre la numérotation massorétique et celle de la Septante, voir Numérotation des psaumes.

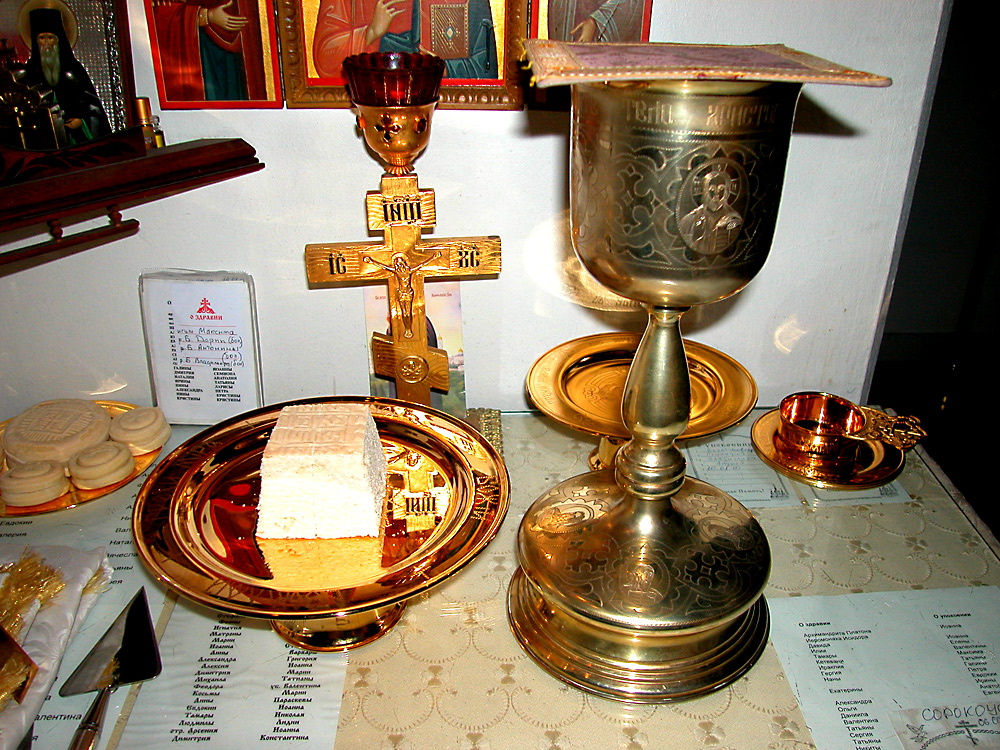
Table de prothèse disposée avec le diskos (patène) (à gauche), le calice (à droite) et les autres instruments du culte. L'Agneau est au centre du diskos. À l'extrême gauche, les prosphores dédiés à Theotokos, aux Saints, aux Vivants et aux Défunts.

La Liturgie de la Préparation, appelée aussi Prothèse, « préalable » ou Proscomidie, « offrande », est le nom donné dans les Églises d'Orient — Églises orthodoxes et Églises catholique de rite byzantin — à la cérémonie de préparation du pain et du vin pour la Divine Liturgie. La liturgie de la Préparation s'effectue dans le sanctuaire, à l'abri du regard des fidèles, dans la chapelle de proscomidie ou au sanctuaire même, à rideau tiré, comme dans l'église arménienne, avant la partie publique de la Divine Liturgie et symbolise la vie cachée de Jésus Christ.

## Les Saints Dons de la Divine Liturgie
Les Saints Dons du sacrifice de la Divine Liturgie sont le pain et le vin.

### Le Pain

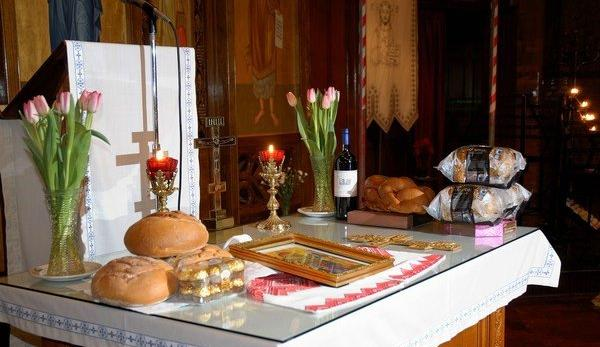
Prosphores disposées lors de la Liturgie de la Préparation. Les grandes miches de gauche sont les cinq prosphores principales ; les petites miches de droite sont destinés à la célébration, par les fidèles, des Vivants et des Défunts. (Cathédrale catholique ukrainienne, Londres.)

On appelle prosphore le pain utilisé pour la Divine Liturgie. Une prosphore est une miche ronde de pain levé cuite en deux couches représentant les deux natures du Christ. Chaque prosphore présente au-dessus un sceau composé d'une croix, des deux lettres "IC" (pour Jésus), "XC" (pour Christ) et "NIKA" (pour Victorieux). La portion de la prosphore découpée le long de ce sceau est l'Agneau (ou hostie) avec laquelle tous communient ; elle doit donc être proportionnée au nombre de communiants.
Les prosphores sont faites seulement de farine fine, d'eau, de sel et de levain. Elles doivent être fraîchement cuites et sans défaut.
Les Églises grecques utilisent une large miche unique avec un grand sceau circulaire qui inclut non seulement le sceau carré décrit ci-dessus, qui désigne la portion où sera découpé l'Agneau, mais aussi des marques spécifiant où seront découpées les portions destinées à Théotokos, aux Saints, aux Vivants et aux Défunts. Les Églises de tradition slave utilisent cinq petites miches rappelant les cinq pains avec lesquels Jésus rassasia la multitude (Jean 6:5-14). Normalement, chaque miche comporte un petit sceau carré, quoique, parfois, la miche réservée à Théotokos soit marquée d'un sceau spécial. Dans toutes les traditions, seul l'Agneau sert à l'Eucharistie ; les autres portions découpées dans la prosphore ont une nature mémorielle et ne sont pas utilisées pour la Communion.

### Le Vin
Le vin doit être fait de jus rouge de raisin fermenté. Les orthodoxes préfèrent un vin de messe plutôt doux, mais ce n'est pas une obligation.

## Cérémonie
L'eucologe dispose qu'avant de célébrer la Divine Liturgie, le prêtre doit s'être réconcilié avec tous les hommes, qu'il doit avoir chassé les mauvaises pensées de son cœur et qu'il doit avoir jeûné depuis minuit. Les mêmes règles s'appliquent au diacre. La Liturgie de la Préparation doit être prévue de façon à s'achever un peu avant la fin de la lecture de l'office de Prime ou de Sexte.

### Kairon
Le Kairon est la partie introductive de la liturgie :
Le clergé responsable de la célébration, prêtre et diacres, se tient devant les Saintes Portes, face à l'iconostase et vénère les icônes ; le prêtre et les diacres disent des prières introductives. À la fin de ces prières, ils s'inclinent vers le trône épiscopal ou, dans un monastère, vers l'Higoumène, supérieur qui accorde l'autorisation de célébrer la Divine Liturgie. Puis ils pénètrent dans le sanctuaire.

### Habillement
Ayant pénétré dans le sanctuaire, le prêtre et les diacres vénèrent la Sainte Table puis ils revêtent les habits sacerdotaux.
Avant de revêtir chaque pièce de vêtement, le prêtre dit une prière, souvent tirée des psaumes, bénit le vêtement et baise la croix qui y est brodée. Le diacre présente ses vêtements au prêtre pour qu'il les bénisse, baise la main du prêtre, se retire pour revêtir ses vêtements en prononçant les mêmes prières que le prêtre et y baiser la croix brodée. Tous les servants du culte présentent leur sticharion au prêtre pour qu'il le bénisse avant de le revêtir. Bien qu'ils ne prononcent pas de prière pour leur sticharion, il baisent néanmoins la croix qui y est brodée. Si un évêque est présent dans le sanctuaire, c'est à lui que tous présentent leurs vêtements pour qu'il les bénisse.
Après l'habillement, le prêtre et les diacres se lavent les mains en récitant la Prière du Lavement de Mains (Psaume 35:6-12). Puis ils se rendent à la Table de prothèse pour y préparer les Saints Dons.

### Proscomidie
Lorsqu'il y a plusieurs prêtres concélébrants, un seul — généralement le plus jeune — célèbre la proscomidie. Les autres l'assistent en découpant les portions pour les Vivants et les Défunts. Dans la tradition grecque (Constantinople, Antioche, etc.), les portions sont tirées d'une seule grande prosphore marquée d'un sceau qui marque les découpes ; dans la tradition slave, il y a plusieurs prosphores (en général cinq) où les portions sont découpées comme décrit ci-dessous. 

#### L'Agneau

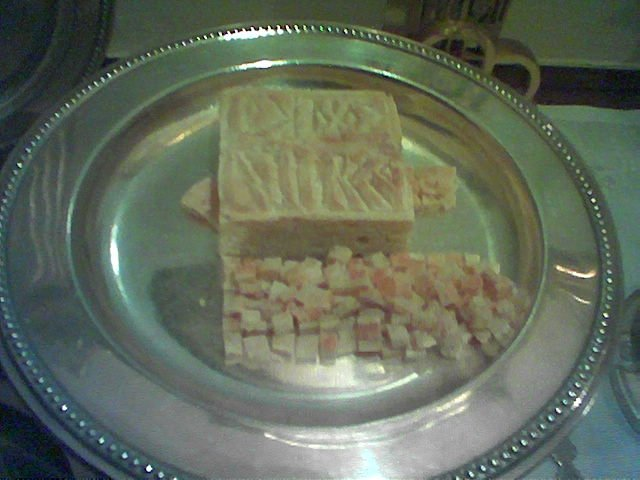
L'Agneau et les portions disposées sur le diskos (patène). Le grand triangle à gauche de l'Agneau désigne la portion dédiée à Théotokos ; à droite de l'Agneau, la portion pour les saints ; au-dessous de l'agneau sont les petites portions commémorant les Vivants et les Défunts.

Le prêtre prend la prosphore et la bénit trois fois, marquant sur le dessus le signe de croix avec l'Épée. Puis, avec celle-ci, il découpe les quatre côtés selon le sceau et conserve un cube formé des deux couches de pain, qui constitue l'Agneau ; il place celui-ci au centre du diskos, le retourne et en découpe la partie inférieure en forme de croix, puis il le remet à l'endroit et le perce avec l'Épée en prononçant les versets de l'Évangile selon Jean, 19:34-35.
Le diacre mêle un peu d'eau au vin qui sera versé dans le calice. Ceci commémore la parole selon laquelle, lorsque les soldats percèrent le flanc de Jésus,, il en coula de l'eau et du sang. Il le présente au prêtre qui le bénit puis le verse dans le calice tandis que le prêtre dit : « Béni par l'union de toute chose, aujourd'hui, à jamais et dans les siècles des siècles. Amen. »

#### La Theotokos
Le prêtre prend la seconde prosphore. Il la bénit avec l'Épée et découpe une grande portion triangulaire qu'il dispose sur le diskos à côté de l'Agneau. La portion de la Theotokos est placée à droite de l'Agneau, c'est-à-dire à la gauche du prêtre en mémoire du psaume 44:10 : « La reine est à ta droite, parée d’or d’Ophir. ». Lorsqu'on utilise une prosphore distincte, celle-ci peut être marquée d'un sceau propre à la Théotokos ou a son monogramme.

#### La hiérarchie céleste: les Saints
Le prêtre prend la prosphore des Neuf Ordres célestes. Il en découpe neuf portions triangulaires en commémoration des saints. Il y a quelques différences entre les Grecs et les Slaves sur la manière de citer les saints, mais l'intention est de les nommer tous. Jean le Baptiste et le saint patron de l'église sont toujours cités. Le nombre neuf dérive de la hiérarchie traditionnelle des anges. Les neuf portions sont placées à la gauche de l'Agneau.

#### Les Vivants

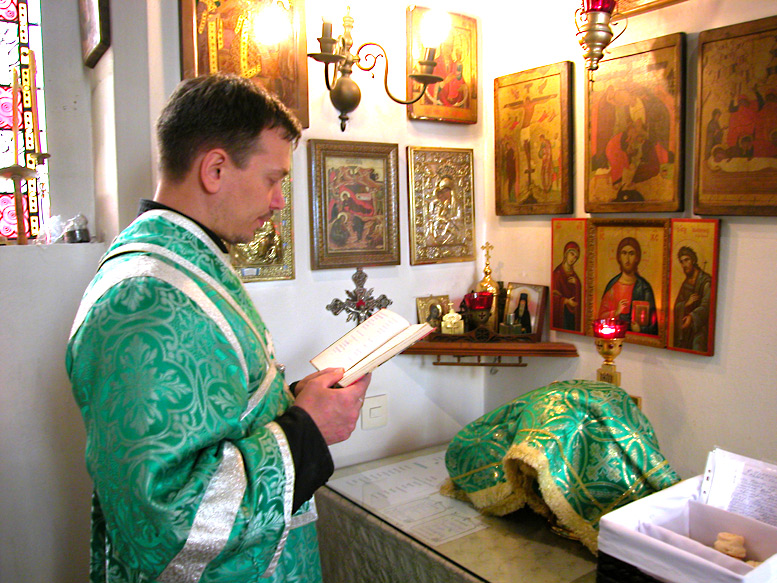
Sous-diacre lisant les noms des Vivants et des Défunts durant la Liturgie de la Préparation.

Le prêtre prend la prosphore dédiée aux Vivants et y découpe une grande portion pour le Patriarche (ou pour le Synode ou pour l'Évêque) ; il découpe aussi une grande portion pour le Pouvoir séculier (autrefois l'Empereur, de nos jours le Gouvernement). Le prêtre découpe ensuite des portions plus petites pour diverses personnes vivantes : obligatoirement pour l'évêque qui l'a ordonné (s'il est encore vivant), pour le clergé concélébrant et pour tout fidèle qu'il lui convient d'honorer. Les églises et monastère utilisent souvent des mémoriels des Vivants et des Défunts qui doivent être honorés à chaque service.
Dans la tradition slave, il est courant que des laïcs offrent de petites prosphores dédiées aux Vivants et aux Défunts qu'ils veulent honorer par des prières lors de la Divine Liturgie. Elles sont plus petites que les cinq prosphores du culte. Le fidèles donne au prêtre sa prosphore qui en découpe des portions au sommet pour les Vivants et à la base pour les Défunts, il les dispose sur le Diskos et rend le reste au fidèle.
Les portions pour les Vivants sont disposées en rang sous l'Agneau, les portions pour la Théotokos et les Saints.

#### Les Défunts
De la prosphore des Défunts, le prêtre découpe une grande portion mémorielle pour les Ordinaires défunts (la hiérarchie, les fondateurs de l'église ou du monastères, etc.) Il découpe ensuite une portion plus petite pour les fidèles défunts. Il commémore aussi l'évêque qui l'a ordonné (s'il est mort) et tous les défunts qu'il désire honorer, ainsi que ceux qui figurent dans le mémoriel de l'église et ceux que les fidèles présents désirent célébrer. Les portions pour les Défunts sont alignées au-dessous des portions pour les Vivants. Avant la conclusion de la Liturgie, tous les prêtres concélébrant qui le souhaitent peuvent effectuer des commémorations pour des Vivants et des Défunts.

#### Le célébrant lui-même
Comme dernière célébration, le prêtre découpe une portion pour lui-même et dit : « Reconnais, Ô Seigneur, mon indignité et pardonne mes péchés, volontaires ou involontaires. »

#### Conclusion

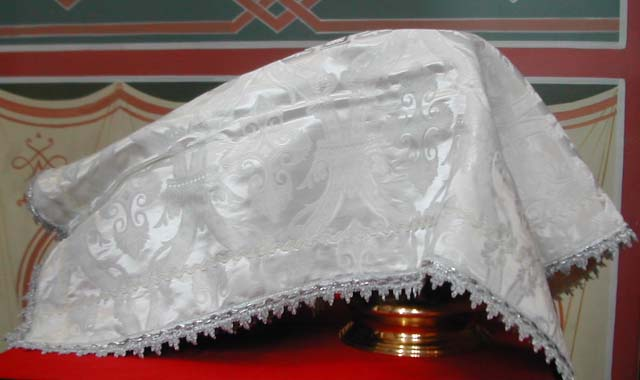
Le diskos et le calice recouverts par l'aër à la fin de la proscomidie.

Le diacre prépare l'encensoir, le présente au prêtre qui le bénit avec la prière de l'encensoir. Le prêtre prend l'astérisque, l'élève au-dessus de l'encensoir puis le dispose sur le diskos en disant : « L'étoile est venue et a illuminé le lieu où était le nouveau-né. » Il dispose ensuite des voiles sur le diskos et le calice et prend enfin un grand voile, l'aër, dont il enveloppe l'encensoir avant d'en recouvrir ensemble le diskos et le calice. Enfin, il prend l'encensoir des mains du diacre et encence les Saints Dons recouverts de l'aër en récitant la prière finale de l'Oblation.
Après quoi le diacre procède à l'encensement général de la Table de prothèse, de l'Autel, du sanctuaire, de l'église tout entière et des fidèles en récitant lentement pour lui-même l'hymne suivante ainsi que le psaume 50 :
« 
Dans la tombe par le corps, dans l'Hadès par l'âme, au Paradis avec le bon larron et sur le Trône avec le Père et le Saint Esprit, tu étais, Ô Christ, qui es partout présent et remplit toute chose.
 »

## Liturgie hiérarchique
Lorsqu'un évêque sert la Divine Liturgie, un prêtre ou un diacre revêt les vêtements sacerdotaux et accomplit la Liturgie de la Préparation comme d'habitude, sauf quelques omissions qui seront remplies plus tard par l'évêque : les clercs qui ne servent pas ne sont pas salués ; la prière de conclusion n'est pas dite ; et les offrandes ne sont pas encensées. Quand la Liturgie ne suit pas immédiatement l'Orthros ou n'est pas liée aux Vêpres, la lecture des Heures ne commence en général qu'après l'arrivée de l'évêque.
Le moment venu, l'évêque entre solennellement dans l'église tandis que les diacres chantent la Prière d'Entrée. Il est vêtu par les sous-diacres tandis que les diacres chantent la prière d'habillement. Le lecteur entame la lecture des Petites Heures, ce qui termine les Vêpres ou commence l'Orthros selon le cas. Durant la Grande Litanie, l'évêque récite lui-même la prière d'Oblation qui a été omise précédemment lors de la prothèse.
Juste avant la Grande Entrée, l'évêque commémore ceux qu'il souhaite ; il prend des parcelles d'une prosphore préparée exprès ; chacun des prêtres, diacres et servants de l'office s'approche de lui, baise son épaule droite et prononce son propre nom ; ce par quoi l'évêque présente une parcelle de la prosphore pour le célébrer. À la fin, l'évêque encense les Saints Dons.

## Grand Carême
Au cours du Grand Carême, il n'est pas permis de célébrer la Divine Liturgie les jours de semaine. Toutefois, les fidèles peuvent recevoir la Communion les mercredis et vendredis. À cette fin, on conserve une partie des Saints Dons sanctifiés le dimanche précédent lors de la Liturgie des Saints Dons présanctifiés. Le prêtre doit découper et conserver le nombre de portions de l'Agneau (liturgie) nécessaire pour assurer les communions de la semaine suivante.

## Pâques
Lors de la Semaine radieuse (la semaine qui suit Pâques), la plupart des services diffèrent radicalement de ceux célébrés le reste de l'année. Toutefois, pour la Liturgie de la Préparation, seules changent les prières d'Entrée ; le reste de l'office demeure inchangé.

## Orthodoxes orientaux
Les diverses Églises orthodoxes orientales pratiquent également des liturgies de la Préparation avant la partie publique de la Divine Liturgie. Celles-ci vont du plus simple au plus complexe. Ces liturgies comportent toutes l'entrée du clergé, l'habillement et la préparation des dons du Pain et du vin, accompagnés de prières.